# 十屋农场
十屋农场是吉林省长春市公主岭市下辖的一个类似乡级单位。

## 行政区划
下辖以下地区：十屋农场虚拟生活区。